# Ranchen
Ranchen, på franska Le Ranch, är en fransk animerad tv-serie från 2012 med hästtema för ungdomar, som visas på SVT Barnkanalen. De fyra vännerna Lena, Anaïs, Hugo och Angelo i Camargue älskar hästar och ridning. En natt hittar Lena en övergiven häst, Mistral, och tar hand om den. Tillsammans använder de Lenas farfars gamla ranch för att ta hand om andra vanvårdade djur.

## Personer
- Lena Steiner - 19-20 år, seriens hjältinna. Lena har förmågan att "prata med hästar" som sin farfar. Hennes häst är Mistral.
- Anaïs Jo - 18-19 år, Lenas bästis. Hennes häst är Josephine.
- Angelo Romain - 19-20 år, har en romsk pappa. Hans häst är Sila.
- Hugo Fa - 19-20 år. Hans häst är Réglisse.
- Samantha Cavaletti, seriens antagonist.  Hennes häst heter Bonbon
- Kevin Cavaletti, Samanthas lillebror. Han är ett datageni och han har en ponny som heter Bilbo.